# Pfalz D XV
Die Pfalz D XV war ein deutsches, von den Pfalz-Flugzeugwerken entwickeltes Doppeldecker-Jagdflugzeug des Ersten Weltkrieges.

## Entwicklung
Die Pfalz D XV wurde als Nachfolger bzw. Parallelentwurf der ab Ende Juni 1918 an die Fliegertruppe ausgegebenen D XII entwickelt, besaß aber ihr gegenüber eine modernere, verspannungslose Tragwerk-Konstruktion, mit der sich die Pfalz-Konstrukteure unter Rudolf Geringer schon seit November 1917 beschäftigt hatten. Eine höhere innere Stabilität konnte trotz fehlender Verspannung schließlich durch die Verwendung von hohlen Kastenholmen und tieferen Rippen bei insgesamt dickerem Flügelquerschnitt erreicht werden. Die obere Tragfläche besaß mit 1,45 m auch eine größere Flügeltiefe als die vorangegangenen Doppeldecker-Jagdflugzeuge von Pfalz. Sie wurde außerdem zur besseren Sicht bis tief über den Rumpf abgesenkt, weshalb wiederum die untere Tragfläche unter die untere Rumpfkante gelegt werden musste, um den nötigen Abstand der beiden Tragflächen zueinander einzuhalten. Die erforderliche Rumpfstabilität wurde durch die bei früheren Konstruktionen des Unternehmens bewährte „Wickelrumpfbauweise“ mit integrierter Seitenflosse gewährleistet.
Es wurden mindestens vier Prototypen gebaut, mit denen ab Mitte 1918 verschiedene Antriebe wie der Mercedes D IIIa mit 160 PS oder der BMW IIIa mit 185 PS getestet wurden. Für die Serienproduktion wurde der BMW-Motor ausgewählt, mit dem der damit ausgestattete Prototyp im Spätsommer 1918 erstmals flog. Nach Einschätzung eines Jagdfliegers, der die D XV am 25. September erprobte, stellte das Muster eine große Verbesserung gegenüber der D XII dar mit einer besseren Steig- und Höchstgeschwindigkeit als die im Einsatz verwendete Fokker D VII. Die Produktionszeichnungen wurden Anfang Oktober fertiggestellt und der Beginn des Serienbaus für 100 Exemplare für Mitte des Monats beschlossen. Gleichzeitig erteilte die Idflieg nach erfolgreich beendeten Belastungstests die Zulassung für das vom 10. Oktober bis 2. November 1918 angesetzte 3. Vergleichsfliegen in Adlershof. Pfalz schickte zwei D XV zu dem Treffen, ein normales Serienflugzeug und eine spezielle Ausführung mit um 0,5 m gekürzter oberer Tragfläche, erhöhter Staffelung und vergrößerten Querrudern. Letzteres wurde der letzten D-VII-Ausführung gegenüber als überlegen eingestuft. Am 4. November 1918 wurde die Typenprüfung offiziell abgeschlossen und die D XV für den Kampfeinsatz freigegeben. Bis zum Ende der Kampfhandlungen sollen noch bis zu 15 Flugzeuge hergestellt worden sein, davon neun mit BMW- und fünf mit Mercedes-Antrieb. Das österreich-ungarische Kriegsministerium genehmigte am 3. Oktober 1918 die Lieferung von zwei Flugzeugen sowie die Lizenzproduktion von zwölf weiteren, vorgesehen für Februar und März 1919, widerrief beides aber nach dem Waffenstillstand. Nach der Besetzung der Pfalz-Werke durch französische Truppen wurden genügend gebaute Rümpfe und Tragflächen für mindestens 300 weitere Flugzeuge vorgefunden. Einige D XV wurden als Reparationszahlungen nach Frankreich und Italien abgegeben.

## Technische Daten

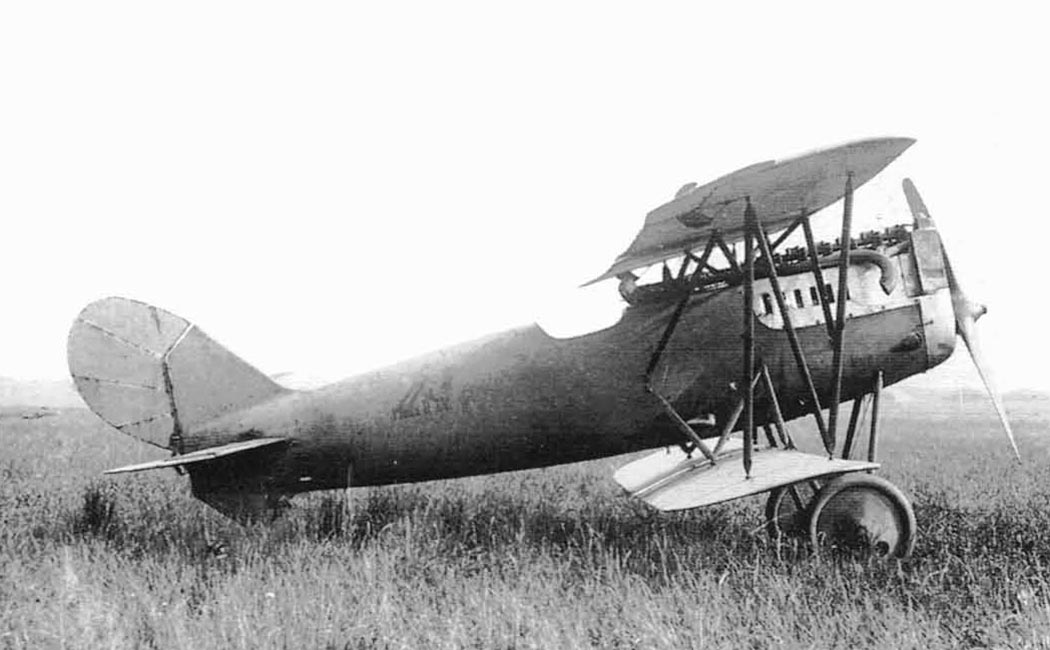
Von französischen Truppen getestete D XV in Villacoublay, Mai 1919

| Kenngröße                       | Daten |
| ------------------------------- | --- |
| Besatzung                       | 1 |
| Spannweite                      | 8,60 m (oben), 7,20 m (unten) |
| Länge                           | 6,50 m |
| Höhe                            | 2,70 m |
| Flügelfläche                    | 20 m² |
| Leermasse                       | 416 kg |
| Startmasse                      | 606 kg |
| Antrieb                         | ein wassergekühlter Sechszylinder-Reihenmotor                                                                                              |
| Typ                             | BMW IIIa |
| Nennleistung effektive Leistung | 185 PS (136 kW) bei 1400/min 185 PS (136 kW) bis 3200 m Höhe                                                                               |
| Höchstgeschwindigkeit           | 200 km/h |
| Steigzeit                       | 2 min auf 1000 m Höhe 5 min auf 2000 m Höhe 8 min auf 3000 m Höhe 11,5 min auf 4000 m Höhe 16 min auf 5000 m Höhe 22,5 min auf 6000 m Höhe |
| Bewaffnung                      | zwei starre 7,9-mm-Spandau-MG |